# شونيي
شونيي (بالسيريلية: Шуњи) هي قرية في البوسنة والهرسك. وهي تقع في بلدية كونييتش في كانتون الهرسك-نيريتفا في اتحاد البوسنة والهرسك. طبقا لنتائج تعداد البوسنة عام 2013 فقد كان عدد سكانها 223 نسمة.

## التركيبة السكانية

### التطور التاريخي للسكان
| السنة  | 1961 | 1971 | 1981 | 1991 | 2013 |
| ------ | ---- | ---- | ---- | ---- | ---- |
| السكان | 520  | 266  | 299  | 314  | 223  |

## وصلات خارجية
- Maplandia (بالإنجليزية)